# Piotr Repnine
Pyotr Repnine (en russe : Репнин, Пётр Петрович), né le 18 septembre 1894 à Saint-Pétersbourg et mort le 1er juillet 1970  à Moscou, est un acteur soviétique de théâtre et de cinéma, également metteur en scène.

## Biographie
Pyotr Repnine étudie à l'école réale Alexandre Tchernyaïev (de l'allemand Realschule - établissement d'enseignement secondaire non classique ) de 1907 à 1914. Il joue ensuite dans plusieurs compagnies de théâtre amateur puis, de 1918 à 1922, il étudie la mise en scène sous la direction de Vsevolod Meyerhold.
De 1934 à 1938, il joue au théâtre réaliste sous la direction de Nikolaï Okhlopkov avant de jouer jusqu'au 1940 au théâtre de chambre Kamerny.
À partir de 1941, il joue également dans l'orchestre de jazz Pokrass. De 1942 à 1944, il est un des acteurs vedettes du théâtre Maly.
Mort à Moscou, l'artiste est enterré au cimetière Vagankovo.

## Filmographie partielle
- 1926 : Miss Mend : le bandit
- 1928 : L'Aigle blanc : l'évêque
- 1934 : Boule de Suif : Lamadon, le meunier
- 1939 : L'Enfant trouvé (Подкидыш, Podkidych) de Tatiana Loukachevitch : Moulia
- 1946 : Croc-Blanc (Белый Клык) d'Alexandre Zgouridi : chercheur d'or
- 1956 : A Lesson in History (en) (Une leçon d'histoire) : un client du restaurant (non crédité)
- 1957 : Jeune fille sans adresse : le conducteur du train (non crédité)
- 1967 : La Prisonnière du Caucase ou les Nouvelles Aventures de Chourik : le médecin en chef de l'hôpital psychiatrique
- 1968 : Le Glaive et le Bouclier : le propriétaire du restaurant